# Timi Yuro
Timi Yuro, nome d'arte di Rosemarie Timotea Aurro (Chicago, 4 agosto 1940 – Las Vegas, 30 marzo 2004), è stata una cantante statunitense di genere pop, soul e R&B.

## Biografia
Nata da genitori italiani, Louis Dominick Yuro ed Ida Guista Elvira "Edith" Giannini, originari del paese molisano di Rocchetta a Volturno, si sposta giovanissima con la famiglia a Los Angeles, dove talvolta si esibisce nel ristorante dei genitori. Sottoscrive un contratto discografico con la Liberty Records ed esordisce con Hurt (1961), ballata in stile R&B lanciata da Roy Hamilton.
Il suo stile vocale potente ed emozionale ricorda quello di Dinah Washington, tanto che molti ascoltatori pensarono che Timi fosse una cantante di colore. Hurt arrivò al quarto posto della classifica americana di vendite, e cinque anni più tardi fu portata al successo in Italia da Fausto Leali con il titolo A chi.
Il primo album, Make the World Go Away, è del 1963, e contiene pezzi country e standard melodici reinterpretati in chiave soul.
Successivamente Timi Yuro si esibisce in numerose città statunitensi e partecipa come "spalla" alla tournée australiana di Frank Sinatra del 1962. Nel 1965 è invitata in Italia al Festival di Sanremo, al quale partecipa con due canzoni E poi verrà l'autunno e Ti credo. Tornerà nel 1968 con Le solite cose di Pino Donaggio.
Verso la fine degli anni '60 passa dalla Liberty alla Mercury Records, ma la sua stella è ormai in declino.
Poco dopo il suo matrimonio, nel 1969, decide di lasciare il mondo dello spettacolo. Nel 1976 il gruppo dei Manhattans rilancia Hurt in versione disco-music, e molti disc jockey nel Regno Unito e nei Paesi Bassi utilizzano la sua voce campionata per alcuni remix di successo.
Timi Yuro è incoraggiata a ricominciare, ma nei primi anni '80 le viene diagnosticato un tumore alle corde vocali. Viene operata, ma perde la sua potente voce. Il suo ultimo disco, Timi Yuro sings Willie Nelson, risale al 1984. Il cancro tornerà ad aggredirla alla gola, e morirà nella sua casa di Las Vegas nel marzo 2004.
Uno dei suoi più grandi fan fu Elvis Presley, che incise la sua personale versione di Hurt nel 1976 e si dice avesse sempre il suo tavolo personale prenotato nei locali di Las Vegas quando la collega veniva ad esibirsi.

## Discografia

### Albums
- 1961 - Hurt!!!!!!! (Liberty Records, LRP-3208 / LST-7208)
- 1962 - Soul! (Liberty Records, LRP-3212 / LST-7212)
- 1962 - Let Me Call You Sweetheart (Liberty Records, LRP-3234 / LST-7234)
- 1962 - What's a Matter Baby (Liberty Records, LRP-3263 / LST-7263)
- 1963 - The Best of Timi Yuro (Liberty Records, LRP-3286 / LST-7286) Raccolta
- 1963 - Make the World Go Away (Liberty Records, LRP-3319 / LST-7319)
- 1964 - The Amazing Timi Yuro (Mercury Records, MG-20963 / SR-60963)
- 1966 - Timi Yuro (Sunset Records, SUM-1107 / SUS-5107)
- 1968 - Something Bad on My Mind (Liberty Records, LST-7594)
- 1974 - The Very Best of Timi Yuro (United Artists Records, UA-LA429-E) Raccolta
- 1981 - All Alone Am I (Dureco Benelux, 77.011)
- 1982 - I'm Yours (Arcade Records, ADEH 92)
- 1982 - Today (Ariola Records, 205 006)
- 2000 - Live at P.J.s (RPM Records, RPM197)

### Singoli
- 1961 - Hurt/Apologize (Liberty Records, 55343)
- 1961 - Smile/She Really Loves You (Liberty Records, 55375)
- 1961 - I Believe/A Mother's Love (Liberty Records, 55400) con Johnnie Ray
- 1962 - Let Me Call You Sweetheart/Satan Never Sleeps (Liberty Records, 55410)
- 1962 - I Know (I Love You)/Count Everything (Liberty Records, 55432)
- 1962 - What's a Matter Baby (Is It Hurting You)/Thirteenth Hour (Liberty Records, 55469)
- 1962 - The Love of a Boy/I Ain't Gonna Cry No More (Liberty Records, 55519)
- 1963 - Insult to Injury/Just About the Time (Liberty Records, 55552)
- 1963 - Make the World Go Away/Look Down (Liberty Records, 55587)
- 1963 - Gotta Travel On/Down in the Valley (Liberty Records, 55634)
- 1964 - Call Me/Permanently Lonely (Liberty Records, 55665)
- 1964 - A Legend in My Time/Should I Ever Love Again (Liberty Records, 55701)
- 1964 - I'm Movin' On (Part 1)/I'm Movin' On (Part 2) (Liberty Records, 55747)
- 1964 - If/The Masquerade Is Over (Mercury Records, 72316)
- 1964 - I Got It Bad and That Ain't Good/Johnny (Mercury Records, 72355)
- 1965 - Could This Be Magic/You Can Have Him (Mercury Records, 72391)
- 1965 - Can't Stop Running Away/Get Out of My Life (Mercury Records, 72431)
- 1965 - Big Mistake/Teardrops Till Dawn (Mercury Records, 72478)
- 1966 - Once a Day/Pretend (Mercury Records, 72515)
- 1966 - Don't Keep Me Lonely Too Long/You Took My Happy Away (Mercury Records, 72601)
- 1966 - Turn the World Around the Other Way/Just a Ribbon (Mercury Records, 72628)
- 1967 - Why Not Now/Cuttin' In (Mercury Records, 72674)
- 1968 - Wrong/Something Bad on My Mind (Liberty Records, 56049)
- 1968 - I Must Have|Been Out of My Head/Interlude (Liberty Records, 56061)
- 1973 - Hurt/What's a Matter Baby (Is It Hurting You) (United Artists Records, 0042)
- 1975 - Southern Lady/Lovin' You Is All I Ever Had (Playboy Records, 6050)